# Тиам, Пабло
Пабло Демба Тиам (англ. Pablo Thiam; родился 3 января 1974 года в Конакри, Гвинея) — гвинейский футболист, бывший защитник известный по выступлениям за «Баварию», «Вольфсбург» и сборную Гвинеи.

## Клубная карьера
Тиам вырос в семье гвинейского дипломата в Бонне и в детстве занимался в футбольной школе города. В 15 лет он начал выступать в футбольной академии клуба «Кёльн». 5 ноября 1994 года в матче против «Боруссии» из Мёнхенгладбаха Пабло дебютировал в Бундеслиге. 2 апреля 1995 года в поединке против мюнхенской «Баварии» Тиам забил свой первый гол за «Кёльн».
В 1998 году Пабло перешёл в «Штутгарт». В новой команде он быстро завоевал место в основе. В том же году Пабло стал серебряным призёром Кубка Германии. В 2001 году Тиам перешёл в «Баварию». В своём первом же сезоне он стал обладателем Межконтинетального кубка. Правда в самом матче Пабло сыграл всего две минуты, заменив в конце дополнительного времени Клаудио Писарро. Из-за высокой конкуренции Тиам редко выходил на поле и за два года принял участие всего в 16 поединках.
В 2003 году Пабло перешёл в «Вольфсбург». В новом клубе Тиам стал настоящим лидером, а также был назначен капитаном. В 2007 году он закончил карьеру, за «волков» Пабло сыграл более 300 матчей и по настоящее время занимает девятое место по количеству проведённых матчей за клуб.

## Международная карьера
В 1994 году Тиам был включён в заявку сборной Гвинеи на участие в Кубке африканских наций. На турнире он был запасным и на поле так и не вышел. В 1996 году Пабло дебютировал за национальную команду. В 1998 году он во второй раз принял участие в Кубке Африки.
В 2006 году Тиам в третий раз попал в заявку на Кубок африканских наций. На турнире он сыграл в матчах против команд ЮАР, Замбии и Сенегала.

## Достижения
«Бавария
- Обладатель Межконтинентального кубка — 2001